# Sina Frei
Sina Frei (18 de julho de 1997) é uma ciclista suíça.
Em 2018, participou do Campeonato Mundial de Ciclismo de Montanha em Lenzerheide, onde conseguiu o ouro no revezamento por equipes. Conquistou a medalha de prata no cross-country nos Jogos Olímpicos de 2020 em Tóquio. Suas companheiras de equipe, Jolanda Neff e Linda Indergand ganharam as medalhas de ouro e bronze, marcando o primeiro pódio suíço nas Olimpíadas desde 1936 e a primeira vez que uma nação ganhou todas as três medalhas em um evento de ciclismo desde 1904.